# Лабрадорская котловина
Лабрадо́рская котлови́на — подводная котловина в северо-западной части Атлантического океана, располагающаяся между подводным хребтом Рейкьянес, северной частью Срединно-Атлантического хребта и подводными склонами полуострова Лабрадор и острова Гренландия.
Дно котловины сложено мощным слоем осадочных пород: валунами, щебнем, песком, илом, в отдельных местах возвышаются подводные вулканы. Максимальная глубина достигает 4685 м.